# 赤穗浪士
赤穗浪士（日语：／ Akōrōshi），是元祿15年12月14日（1703年1月30日）深夜為報舊主淺野長矩之仇，攻入高家吉良義央的住宅，將吉良義央及其家人殺害的原赤穗藩（今 兵庫縣赤穗郡）藩士大石良雄以下47人之武士。此事件史稱「元祿赤穗事件」。在過去多被稱作赤穗之浪人（牢人），但是明治中期以後被稱作赤穗義士、四十七士、赤穗義士或赤穗四十七義士，在终战前成為一般的名稱。
明治以降，受壬生浪士的影響，也將浪人稱作浪士。戰後，大佛次郎的小說被改編為電視劇之後，赤穗浪士的名稱廣為周知。

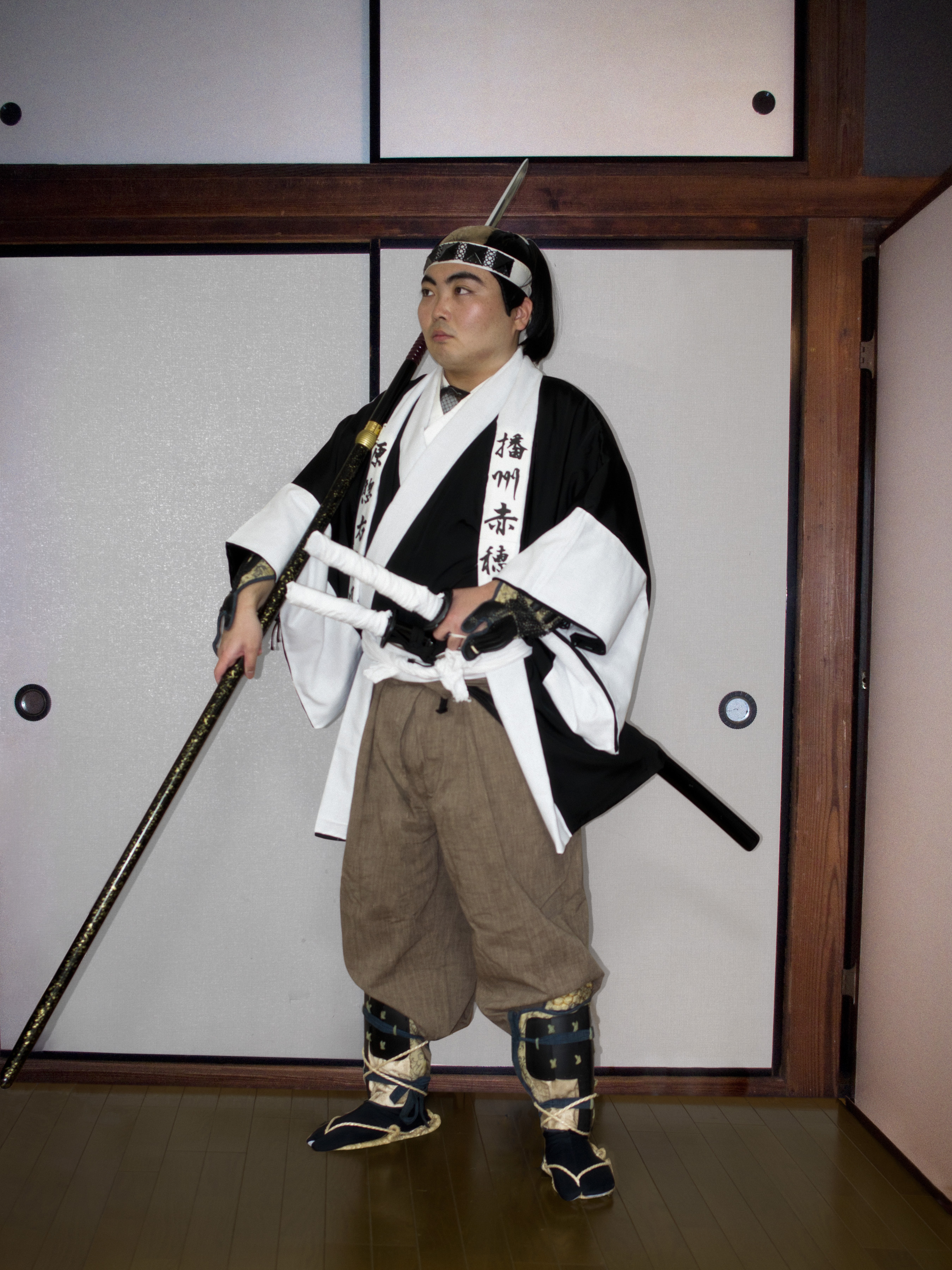
赤穗浪士。典型的攻入報仇之裝束。

## 四十七士
| 姓名                              | 事蹟（役職、祿高、役割、享年、辭世等） |
| --------------------------------- | --- |
| 大石內藏助良雄 （大石良雄）       | 國家老、1500石（譜代）。攻入報仇之指導者。享年45。辭世是「あら楽や思ひは晴るゝ身は捨つる浮世の月にかゝる雲なし」。 |
| 大石主稅良金 （大石良金）         | 部屋住。大石內藏助之長男。攻入報仇之時擔任裏門的大將。最年少之同志。享年16。辭世是「あふ時はかたりつくすとおもへども別れとなればのこる言の葉」。                                                                                    |
| 原惣右衛門元辰 （原元辰）         | 足輕頭、300石（新參）。江戶急進派的中心人物。享年56。辭世是「君がため思もつもる白雪を散らすは今朝の嶺の松風」。 |
| 片岡源五右衛門高房 （片岡高房）   | 側用人・兒小姓頭、350石（譜代）。在忠臣藏中，淺野內匠頭切腹之際，和淺野見最後一面。強硬主張報仇而獨自行動。享年36。 |
| 堀部彌兵衛金丸 （堀部金丸）       | 前江戶留守居、前300石、隱居料20石（譜代）。同志之中最年長者。享年77。辭世是「雪はれて思ひを遂るあしたかな」。 |
| 堀部安兵衛武庸 （堀部武庸）       | 馬廻、200石。越後國新發田藩出身、舊姓中山。因高田馬場之決鬥的活躍，成為堀部彌兵衛的婿養子、赤穗淺野家之家臣。報仇急進派的中心人物。傳說攻入報仇時，持大太刀大奮戰。享年34。辭世是「梓弓ためしにも引け武士の道は迷はぬ跡と思はば」。 |
| 吉田忠左衛門兼亮 （吉田兼亮）     | 足輕頭・郡奉行、200石役料50石（譜代）。浪士之中僅次於大石內藏助的人物，補佐大石。享年64。辭世是「かねてより君と母とにしらせんと人よりいそぐ死出の山道」。                                                                           |
| 吉田澤右衛門兼貞 （吉田兼貞）     | 部屋住。藏奉行吉田忠左衛門之長男。享年29。 |
| 近松勘六行重 （近松行重）         | 馬廻、250石（譜代）。攻入報仇之際負傷。享年34。 |
| 間瀨久太夫正明 （間瀨正明）       | 大目付、200石役料50石（二代）。享年63。 |
| 間瀨孫九郎正辰 （間瀨正辰）       | 部屋住。間瀨久太夫之長男。享年23。 |
| 赤埴源藏重賢 （赤埴重賢）         | 馬廻、200石（譜代）。在忠臣藏中以「德利之別」有名。享年35。 |
| 潮田又之丞高教 （潮田高教）       | 郡奉行、繪圖奉行、200石（譜代）。享年35。辭世是「武士の道とばかりを一筋に思ひ立ぬる死出の旅路を」。 |
| 富森助右衛門正因 （富森正因）     | 馬廻・使番、200石（二代）。享年34。辭世是「先立し人もありけりけふの日をつひの旅路の思ひ出にして」。 |
| 不破數右衛門正種 （不破正種）     | 元馬廻・濱奉行、元100石（譜代）。成為浪人後加入義盟。傳說攻入報仇時最為賣力。享年34。 |
| 岡野金右衛門包秀 （岡野包秀）     | 部屋住。美男子，在忠臣藏物語中，透過大工的女兒獲得吉良屋敷的圖面。享年24。辭世是「その匂ひ雪のあさぢの野梅かな」。 |
| 小野寺十內秀和 （小野寺秀和）     | 京都留守居番、150石役料70石（譜代）。享年61。辭世是「今ははや言の葉草もなかりけり何のためとて露結ぶらむ」。 |
| 小野寺幸右衛門秀富 （小野寺秀富） | 部屋住。小野寺十內之養子。享年28。辭世是「今朝もはやいふ言の葉もなかりけりなにのためとて露むすぶらん」。 |
| 木村岡右衛門貞行 （木村貞行）     | 馬廻・繪圖奉行、150石（譜代）。享年46。辭世是「おもひきや我が武士の道ならで御法のゑんにあふとは」。 |
| 奧田孫太夫重盛 （奧田重盛）       | 武具奉行・江戶定府、150石（新參）。報仇急進派之中心人物。享年57。 |
| 奧田貞右衛門行高 （奧田行高）     | 部屋住。奧田孫太夫之養子。近松勘六之異母弟。享年26。 |
| 早水藤左衛門滿堯 （早水滿堯）     | 馬廻、150石（二代）。從江戶將刃傷事件之第一報傳到赤穗。享年42。辭世是「地水火風空のうちより出し身のたどりて帰るもとのすみかに」。                                                                                                   |
| 矢田五郎右衛門助武 （矢田助武）   | 馬廻・江戶定府、150石（二代）。享年29。 |
| 大石瀨左衛門信清 （大石信清）     | 馬廻、150石（譜代）。享年27。 |
| 礒貝十郎左衛門正久 （礒貝正久）   | 物頭・側用人、150石（新參）。享年25。 |
| 間喜兵衛光延 （間光延）           | 勝手方吟味役、100石（二代）。享年69。辭世是「草枕むすぶ假寐の夢さめて常世にかへる春の曙」。 |
| 間十次郎光興 （間光興）           | 部屋住。間喜兵衛之長男。對吉良上野介刺第一槍，得其首級。享年26。辭世是「終にその待つにぞ露の玉の緒のけふ絶えて行く死出の山道」。 |
| 間新六郎光風 （間光風）           | 間喜兵衛之次男。成為浪人後加入義盟。享年24。辭世是「思草茂れる野辺の旅枕假寝の夢は結ばざりしを」。 |
| 中村勘助正辰 （中村正辰）         | 書物役、100石（譜代）。享年46。辭世是「梅が香や日足を傳ふ大書院」。 |
| 千馬三郎兵衛光忠 （千馬光忠）     | 馬廻、100石（二代）。享年51。 |
| 菅谷半之丞政利 （菅谷政利）       | 馬廻・郡代、100石（譜代）。享年44。 |
| 村松喜兵衛秀直 （村松秀直）       | 扶持奉行・江戶定府、20石5人扶持（二代）。享年62。辭世是「命にもかえぬ一をうしなはば逃げかくれてもこゝを逃れん」。 |
| 村松三太夫高直 （村松高直）       | 部屋住。村松喜兵衛之長男。享年27。辭世是「極楽を断りなしに通らばや彌陀諸共に四十八人」。 |
| 倉橋傳助武幸 （倉橋武幸）         | 扶持奉行・中小姓、20石5人扶持（二代）。享年34。 |
| 岡嶋八十右衛門常樹 （岡島常樹）   | 札座勘定奉行、20石5人扶持（二代）。原惣右衛門之弟。享年38。 |
| 大高源五忠雄 （大高忠雄）         | 金奉行・膳番元方・腰物方、20石5人扶持。小野寺幸右衛門之兄。接近出入吉良家之茶人，得知12月14日在吉良屋敷有茶會。長於俳諧，和俳人寶井其角交流，據此衍生出外傳「松浦之太鼓」。享年38。辭世是「梅で呑む茶屋もあるべし死出の山」。       |
| 矢頭右衛門七教兼 （矢頭教兼）     | 部屋住（譜代）。和父長助共同加入義盟，攻入報仇決行前，父病死。享年17。 |
| 勝田新左衛門武堯 （勝田武堯）     | 札座橫目、15石3人扶持（譜代）。享年24。 |
| 武林唯七隆重 （武林隆重）         | 馬廻、15兩3人扶持（二代）。和吉良上野介之養子吉良左兵衛義周互砍，使其負傷，砍殺躲在炭小屋的吉良上野介。享年32。辭世是「三十年來一夢中 捨身取義夢尚同 双親臥病故郷在 取義捨恩夢共空」祖父、杭州武林人孟二寛。                        |
| 前原伊助宗房 （前原宗房）         | 金奉行・中小姓、10石3人扶持（二代）。在江戶開吳服屋，調查吉良屋敷。享年40。辭世是「春來んとさしもしらじな年月のふりゆくものは人の白髪」。                                                                                           |
| 貝賀彌左衛門友信 （貝賀友信）     | 中小姓・藏奉行、10兩3人扶持（新參）。吉田忠左衛門之弟。享年54。 |
| 杉野十平次次房 （杉野次房）       | 札座橫目、8兩3人扶持（二代）。享年28。 |
| 神崎与五郎則休 （神崎則休）       | 徒目付、5兩3人扶持（新參）。享年38。辭世是「余の星はよそ目づかひや天の川」。 |
| 三村次郎左衛門包常 （三村包常）   | 台所奉行・酒奉行、7石2人扶持（二代）。享年37。 |
| 橫川勘平宗利 （橫川宗利）         | 徒目付、5兩3人扶持（新參）。調查12月14日吉良屋敷茶會之事。享年37。辭世是「まてしばし死出の遅速はあらんともまつさきかけて道しるべせむ」。                                                                                            |
| 茅野和助常成 （茅野常成）         | 橫目付、5兩3人扶持（新參）。享年37。辭世是「天地の外にあらじな千種だにもと咲く野辺に枯ると思へば」。 |
| 寺坂吉右衛門信行 （寺坂信行）     | 吉田忠左衛門之足輕、3兩2分2人扶持。足輕中的唯一參加者。攻入報仇後從一行中退去。四十七士之中唯一未切腹之人。享年83。 |

## 關係人物

### 赤穗藩
淺野內匠頭長矩
赤穗藩主。在松之大廊下砍傷吉良上野介，即日切腹。「風さそふ花よりも猶我はまた春の名残をいかにとか（や）せん」
瑤泉院
淺野內匠頭之正室。事件後盡力於赤穗浪士遺兒之赦免。
淺野大學長廣
淺野內匠頭之實弟。淺野內匠頭之養嗣子。刃傷事件後閉門，後沒收領地，終身禁錮在淺野宗家。大石內藏助因此處分決意殺害吉良。
大野九郎兵衛知房
國家老650石。有能力的經濟官僚而受重用，但是刃傷事件後主張開城恭順，和大石內藏助對立，逃離赤穗。在後世作為不忠臣的代表，背負惡名。
安井彦右衛門
江戶家老650石江戶扶持9人半。作為勅使御馳走役的主君・淺野內匠頭之補佐，未盡補佐之職。
藤井又左衛門宗茂
家老800石。作為勅使御馳走役的主君・淺野內匠頭之補佐，未盡補佐之職。
近藤源八正憲
1000石。大石內藏助之緣者。未參加義盟。
岡林杢之助直之
組頭1000石。開城恭順派，未參加義盟。攻入報仇後，因未參加而被親族指責，切腹。
寺井玄溪
藩醫300石5人扶持。幫助大石內藏助。

#### 脫盟之原赤穗藩士
高田郡兵衛
江戶詰200石15人扶持。加入義盟，強硬的急進派，但是最早脫盟。受到世間的惡評。
萱野三平重實
中小姓近習12兩2分3人扶持。將刃傷事件之第一報傳到赤穗。加入義盟，但是家族勸告其再仕官，自害。假名手本忠臣藏的早野勘平的原型。
橋本平左衛門
馬廻100石。加入義盟，但是和大坂的遊女殉情。
奧野將監定良
組頭1000石。加入義盟，補佐大石內藏助，但是在決定攻入報仇的圓山會議之後脫盟。
進藤源四郎俊式
足輕頭400石。大石內藏助之親族，加入義盟，但是在圓山會議後脫盟。
小山源五左衛門良師
足輕頭300石。大石內藏助之親族，加入義盟，但是在圓山會議後脫盟。
岡本次郎左衛門重之
大阪留守居400石。圓山會議後脫盟。
多川九左衛門
持筒頭・足輕頭400石。開城時，負責向幕府目付提出大石的請願書，但是未完成任務。圓山會議後脫盟。
田中貞四郎
手廻者頭150石。領取淺野內匠頭的遺骸並加以埋葬。和片岡源五右衛門共同行動的急進派。攻入報仇前脫盟。
小山田庄左衛門
江戶詰100石。加入義盟，但是之後因竊盜而逃走。攻入報仇後自害。
瀨尾孫左衛門
大石內藏助之家來。幫助大石內藏助，攻入報仇前逃走。
毛利小平太
大納戶役20石5人扶持。加入義盟，活躍於吉良邸的調查等，但是在攻入報仇前脫盟。最後的脫盟者。

#### 淺野家親族
戶田采女正氏定
美濃國大垣藩主。淺野內匠頭之親族。受到刃傷事件連座停止出仕。
安部丹波守信峯
武藏國岡部藩主。淺野內匠頭之親族。受到刃傷事件連座停止出仕。
淺野美濃守長恆
幕府旗本。淺野內匠頭和大石內藏助之親族。受到刃傷事件和攻入報仇連座停止出仕。
淺野左兵衛長武
幕府旗本。淺野內匠頭和大石內藏助之親族。淺野長恆之弟。受到刃傷事件和攻入報仇連座停止出仕。
淺野安藝守綱長
安藝國廣島藩主。赤穗淺野家之本家。害怕受到連座，妨害攻入吉良邸。但是在攻入報仇後，浪士們被英雄化後態度一轉，聘用大石內藏助的遺兒大石大三郎。
淺野土佐守長澄
備後國三次藩主。綱長之弟。赤穗藩改易後，瑤泉院回到娘家的三次淺野家。

#### 赤穗浪士之親族
りく
大石內藏助之妻。主稅之母。
大石くう
大石內藏助之長女。大石主稅之妹。
大石吉之進
大石內藏助之次男。大石主稅之弟。
大石るり
大石內藏助之次女。大石主稅之妹。嫁給淺野氏一族淺野長道。
大石大三郎
大石內藏助之三男。大石主稅之弟。在廣島淺野本家仕官，和父良雄同樣是1500石。
堀部ほり
堀部安兵衛之妻。堀部彌兵衛之女兒。
內田三郎右衛門元知
旗本。勸高田郡兵衛脫盟。
萱野七郎左衛門重利
旗本大島伊勢守之家老。萱野三平之父。三平自刃的原因。
松平孫左衛門忠郷
旗本。指責未參加攻入報仇的元赤穗藩士，其弟・岡林杢之助，使其切腹。
小山田一閃
小山田庄左衛門之父。因其子偷取同志的金錢逃亡而自責，自刃。

### 吉良家
吉良上野介義央
高家旗本。在松之大廊下受淺野內匠頭之刃傷。被赤穗浪士攻入報仇殺害。
吉良富子
吉良上野介之正室。
吉良左兵衛義周
高家旗本。吉良上野介之養子。刃傷事件後成為吉良家之當主。攻入報仇之際，戰鬥中受重傷。事件後，吉良家領地被沒收，配流信州高島。
小林平八郎央通
吉良家家老。攻入報仇之際戰死。
左右田孫兵衛重次
吉良家家老。事件後，追隨吉良左兵衛的配流。
齋藤宮內忠長
吉良家筆頭家老。未參加戰鬥而生存下來。
清水一學義久
吉良家家臣。攻入報仇之際戰死。
山吉新八郎盛侍
吉良家家臣。事件後，追隨吉良左兵衛的配流。
鳥居利右衛門正次
吉良家家臣。攻入報仇之際戰死。

### 米澤藩
上杉彈正大弼綱憲
出羽國米澤藩主。吉良上野介之實子。母是上杉定勝之三女。
千坂兵部高房
上杉家家老。忠臣藏中，欲向吉良上野介送援軍，但是被綱憲制止。史實中，事件的2年前死去。
色部又四郎安長
上杉家家老。忠臣藏中，欲向吉良上野介送援軍，但是被綱憲制止。史實中，事件之時尚未出仕。

### 幕府
德川綱吉
江戶幕府第5代將軍。處分淺野內匠頭即日切腹・改易。
柳澤出羽守保明
德川綱吉之側用人。作為大老格主導幕政。駁回多門慎重調查事件的請求。
仙石伯耆守久尚
幕府大目付。攻入報仇後接受赤穗浪士的自首，處理浪士的處分。
梶川与惣兵衛賴照
吉良上野介刃傷之際，在現場押住淺野內匠頭的旗本。留有刃傷事件的史料『梶川与惣兵衛日記』。
庄田下總守安利
幕府大目付。淺野內匠頭切腹之檢死役。
多門傳八郎重共
幕府目付。淺野內匠頭切腹之副檢死役。留有刃傷事件的史料『多門筆記』。
大久保權左衛門忠鎮
幕府目付。刃傷事件後，調查吉良，淺野內匠頭切腹之副檢死役。
荒木十郎左衛門政羽
作為收城目付赴赤穗城，收到大石內藏助三回的請願。赤穗浪士切腹之際，大石內藏助等人之檢死役。
榊原采女政殊
作為收城目付赴赤穗城，收到大石內藏助三回的請願。
石原新左衛門正氏
幕府代官。赤穗藩成為天領後，赴赤穗負責統治，收到大石內藏助三回的請願。
岡田庄大夫俊陳
幕府代官。赤穗藩成為天領後，赴赤穗負責統治，收到大石內藏助三回的請願。
土屋主稅逵直
旗本。吉良家之隣家。攻入報仇之際，暗助赤穗浪士。

### 朝廷・京都
東山天皇
第113代天皇。派遣柳原和高野作為勅使前往江戶。
靈元上皇
第112代天皇。退位後實行院政。派遣清閑寺作為院使前往江戶。
公辨法親王
後西天皇之第六皇子。天台座主。和德川綱吉商談關於赤穗浪士的處分。
柳原資廉
前權大納言。刃傷事件之際，作為東山天皇之勅使前往江戶。
高野保春
前權中納言。刃傷事件之際，作為東山天皇之勅使前往江戶。
清閑寺熈定
前權大納言。刃傷事件之際，作為靈元上皇之院使前往江戶。
進藤刑部大輔長之
近衛家諸大夫。進藤源四郎之一族。
お輕
大石內藏助在山科的妾。

### 大名
伊達左京亮宗春
伊予國吉田藩主。作為院使御馳走役，淺野內匠頭的同僚。
田村右京大夫建顯
陸奧國一關藩主。淺野內匠頭在藩邸的庭院切腹。
脇坂淡路守安照
播磨國龍野藩主。作為收城使接收赤穗城。
木下肥後守公定
備中國足守藩主。作為收城使接收赤穗城。
龜井能登守茲親
石見國津和野藩主。據說曾受吉良上野介欺壓。『假名手本忠臣藏』的桃井若狹助的原型。
多胡外記真蔭
石見國津和野藩家老。『假名手本忠臣藏』的加古川本藏的原型。
細川綱利
第3代肥後國熊本藩主。元祿赤穗事件後，担當大石內藏助等人的保護管束。熊本藩細川家4代。

### 其他
寶井其角
和大高源五有交流的俳諧師。
山田宗偏
大高源五為了探查吉良邸茶會之日而拜師的茶人。
荷田春滿
國學者。大石的舊知。告知大石吉良邸茶會之日。
細井廣澤
堀部安兵衛的儒者好友。受託作成攻入報仇的口述書「堀部武庸筆記」。
栗崎道有
蘭學醫。治療受到刃傷的吉良上野介。
天野屋利兵衛
大阪商人。據說提供赤穗浪士武器。
妙海尼
自稱堀部安兵衛之妻，騙取布施的女性。

## 關連項目

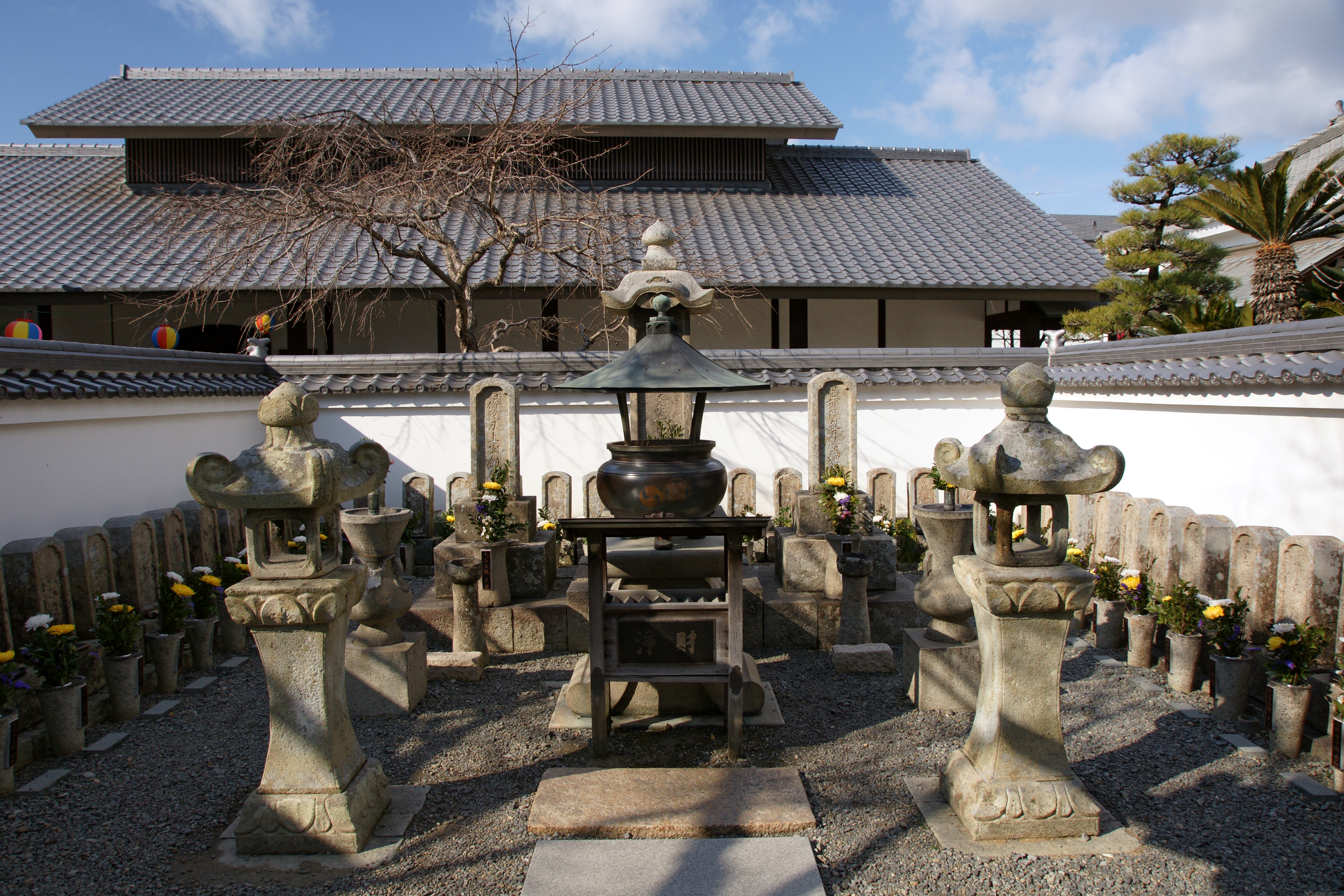
泉岳寺之義士墓所

- 元祿赤穗事件
- 忠臣藏

- 泉岳寺 - 義士（赤穗浪士）墓所。
- 大石神社
- 明星院
  - 淺野家緣之寺院。安置浪士之木像。
- 赤穗城
- 赤穗義士祭

## 赤穗浪士終焉之地
- 大石良雄外十六人忠烈之跡（東京都港區高輪一丁目）
- 水野監物邸跡（東京都港區芝五丁目）
- 大石主稅良金等十士切腹之地（東京都港區三田二丁目）
- 長門長府城主毛利甲斐守網元麻布上屋敷跡（東京都港區六本木六丁目）

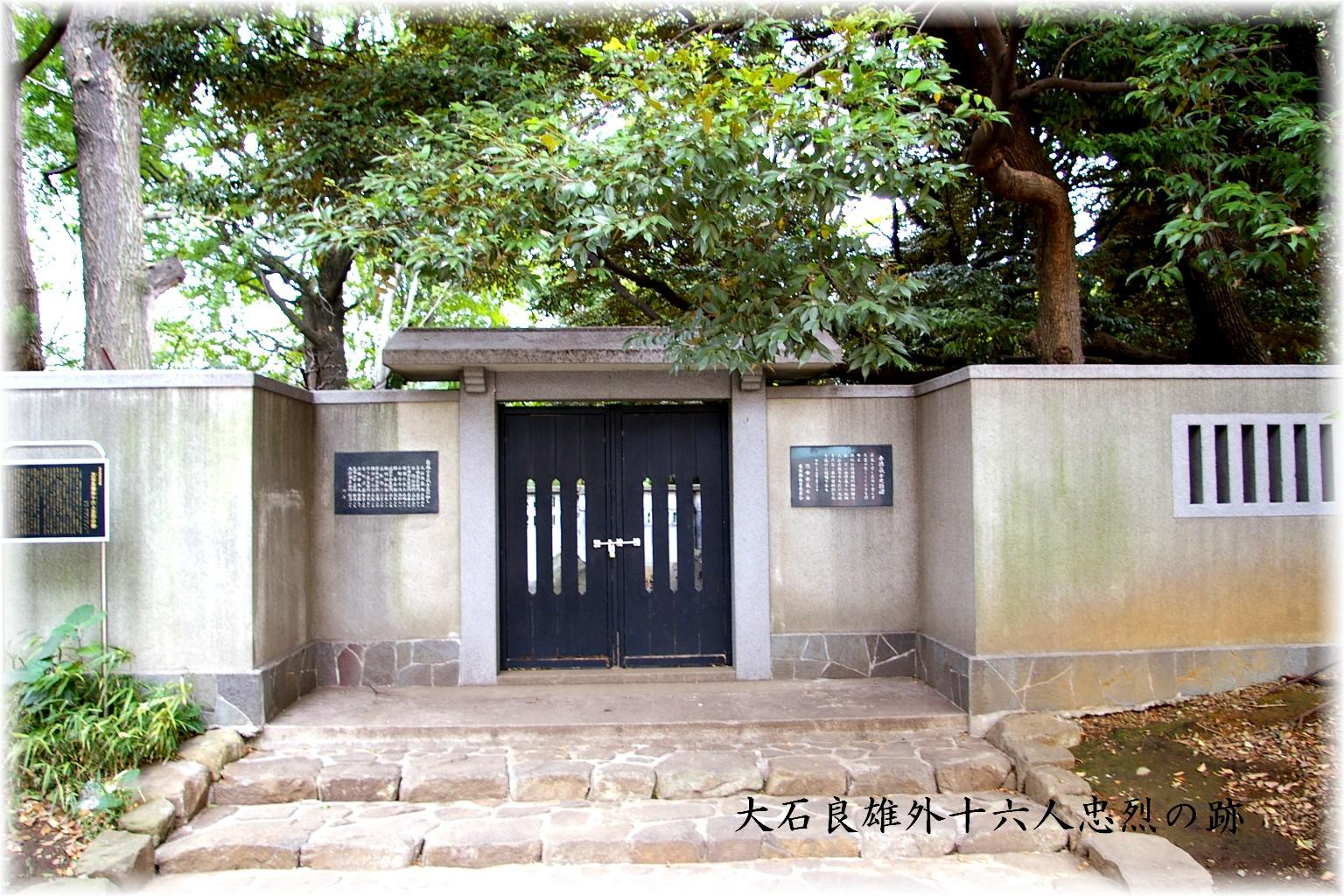
大石良雄外十六人忠烈之跡
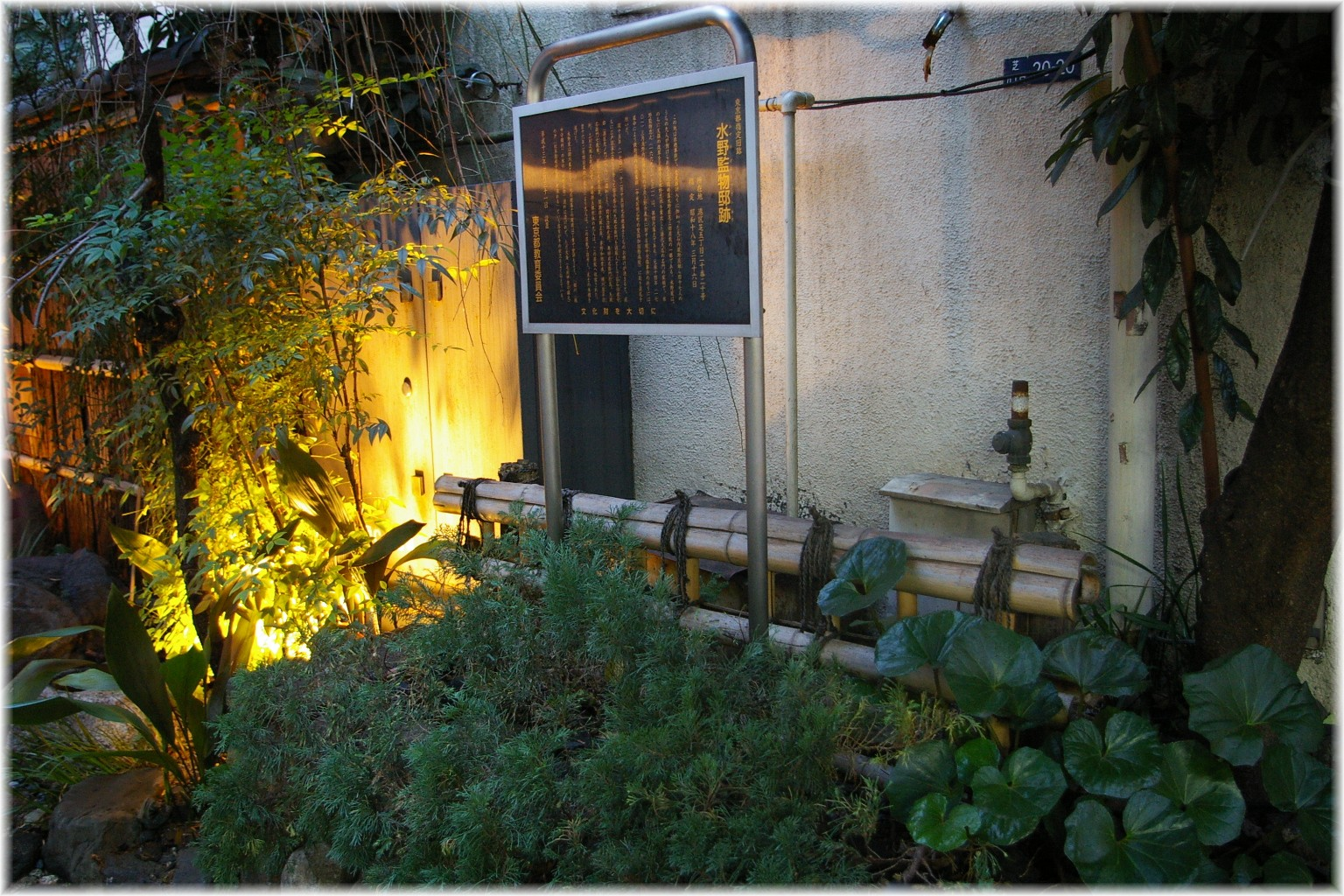
水野監物邸跡
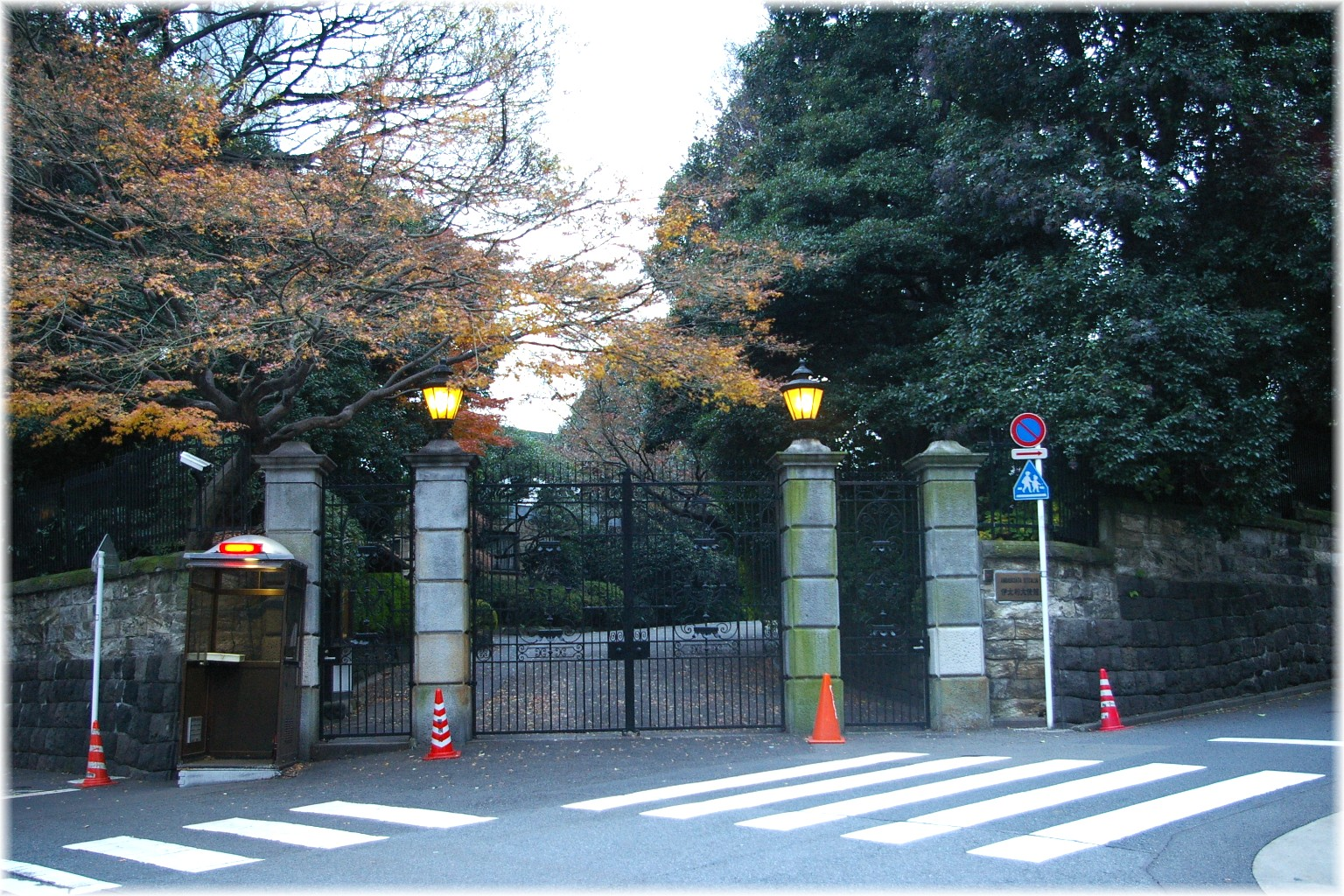
大石主稅良金等十士切腹之地，現義大利駐日大使館
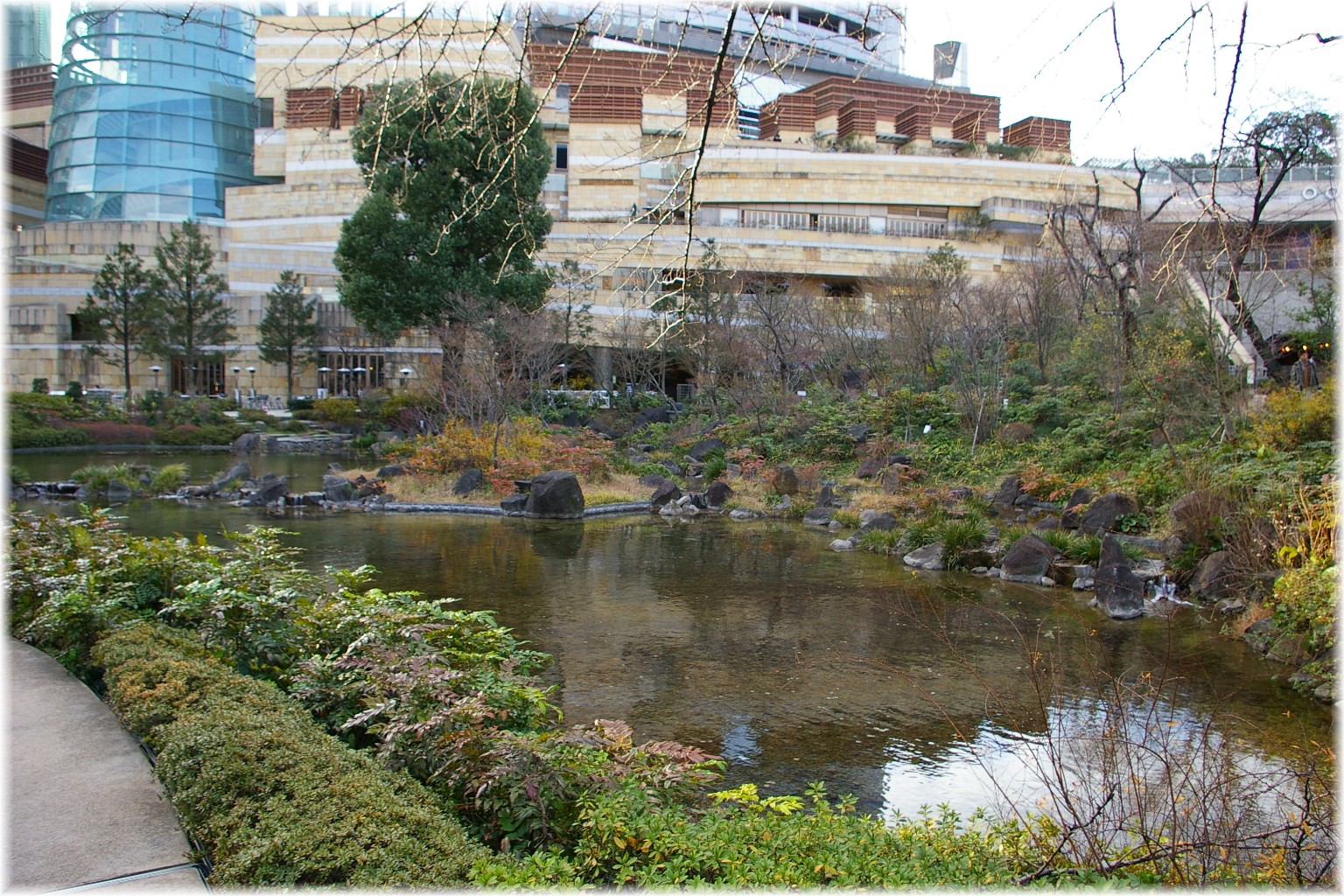
毛利甲斐守邸跡

## 外部連結
- 赤穗義士 - 赤穗市
- 泉岳寺 - 赤穗義士記念館 （页面存档备份，存于）、四十七士墓所 （页面存档备份，存于）ほか
- 花岳寺 - 赤穗義士寶物館、義士墓所ほか
- 赤穗義士史料館 （页面存档备份，存于）
- 赤穗浪士四十七士一覧表
- 長崎喧嘩騒動 （页面存档备份，存于）